# Новая Старица
Но́вая Ста́рица — озеро в Красноуфимском округе Свердловской области.

## География
Озеро Новая Старица — старица реки Уфы, расположенная в пойме реки на восточном её берегу. Озеро имеет дугообразную форму, глубины его невелики, частично озеро зарастает. На берегу озера — село Криулино, на севере, на территории города Красноуфимска, другая старица — памятник природы озеро Криулинское.

## Морфометрия
Площадь озера — 0,12 км². Урез воды — 194,9 метров над уровнем моря.

## Данные водного реестра
По данным государственного водного реестра России, озеро относится к Камскому бассейновому округу, речной бассейн — Кама, речной подбассейн — Белая,водохозяйственный участок — Уфа от Нязепетровского гидроузла до Павловского гидроузла, без реки Ай. Код объекта в государственном водном реестре —10010201111111100004668.